# Academia
Academia (Nakladatelství Academia) – czeskie wydawnictwo z siedzibą w Pradze.
Powstało w 1953 roku, początkowo funkcjonowało jako wydawnictwo Czechosłowackiej Akademii Nauk. Od 1966 roku nosi nazwę Academia.